# Solamish
Solamish, död 1291, var en egyptisk monark. Han var regerande sultan i Mamluksultanatet Egypten mellan augusti 1279 och november 1279.